# Reclus (Chili)
Pour les articles homonymes, voir Reclus.
Le Reclus est un cône volcanique du Chili dont le cratère, large d'un kilomètre, donne naissance au glacier Amalia.